# Dictyoptera hamatus
Dictyoptera hamatus är en skalbaggsart som beskrevs av Mannerheim 1843. Dictyoptera hamatus ingår i släktet Dictyoptera och familjen rödvingebaggar. Inga underarter finns listade i Catalogue of Life.